# Intersección cónica

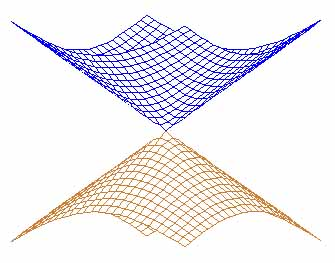
Intersección cónica ideal entre dos superficies de energía potencial. Los ejes horizontales representan posiciones nucleares, el eje vertical es la energía de los dos posibles estados.

En química cuántica, se llama intersección cónica al punto en el que se cruzan dos superficies de energía potencial, esto es, dos superficies que representan la energía de estados cuánticos electrónicos en función de las posiciones de los núcleos atómicos, dentro de la aproximación de Born-Oppenheimer. Este fenómeno se ha denominado también embudo o doble embudo; esta metáfora no sólo se justifica por la forma geométrica de las intersecciones cónicas, como se ilustra en la figura: parte de su importancia radica en que muchos sistemas experimentan transiciones extraordinariamente rápidas entre un estado excitado y otro estado de menor energía pasando a través de uno de estos embudos. Estas transiciones son no radiativas, esto es, ocurren sin emisión de un fotón, a diferencia de las transiciones verticales que predice el principio de Franck-Condon.
Se encuentran intersecciones cónicas cuando, para una misma geometría nuclear, existen dos estados electrónicos con una misma energía, y esos estados no interaccionan entre sí. En términos de un hamiltoniano efectivo que sólo tiene en cuenta a esos dos estados y su posible interacción, los términos diagonales son idénticos, y los extradiagonales son nulos. En general, los sistemas químicos tienen muchos grados de libertad: para N núcleos, 3N-6, o 3N-5 para sistemas lineales. Se encuentra entonces a veces que la mayoría de las coordenadas del sistema pueden variar libremente, y para valores determinados de dos de los grados de libertad se mantiene la intersección cónica. Se habla en estos casos de la «juntura» de la intersección, y las dos variables que definen la intersección expanden el «espacio de bifurcación».
Las intersecciones cónicas están directamente relacionadas con el acoplamiento vibrónico y con el efecto Jahn-Teller. Se han realizado múltiples estudios mostrando la relevancia de las intersecciones cónicas, por ejemplo en la fotoquímica de las moléculas orgánicas, y se sabe también que representan un papel crucial en algunos sistemas biológicos.